# Відомство національного страхування Ізраїлю
31°47′06″ пн. ш. 35°12′05″ сх. д. / 31.78503056° пн. ш. 35.20150278° сх. д.
Відомство національного страхування ізраїлю (івр. המוסד לביטוח לאומי) — державна установа в Ізраїлі, яке відповідає за питання соціального страхування і соціального забезпечення.
Відомство національного страхування діє на основі відповідного закону, вперше прийнятого Кнесетом в 1953 році, згодом у закон неодноразово вносилися зміни, в даний час діє редакція прийнята в 1995 році. Закон про національне страхування зобов'язує жителів Ізраїлю досягли 18-ти років, виплачувати внески в систему національного страхування. Регулярна виплата страхових внесків дає право на отримання різних допомог від Служби національного страхування, служби відає питаннями соцзабезпечення жителів Ізраїлю. Величина страхових внесків залежить від розміру зарплати і соціального стану застрахованої. Платежі в Відомство національного страхування є обов'язковими для більшості повнолітніх громадян, в тому числі і для безробітних. Для працюючих сума платежу становить приблизно 5 % від доходу. Бюджет формується з виплат громадян, роботодавців та державного фінансування.
Відомство виплачує більшість соціальних допомог, передбачених законом для громадян Ізраїлю, в тому числі:
- матеріальне забезпечення громадян Ізраїлю, які не мають тимчасово або постійно, засобів до існування (допомоги по забезпеченню прожиткового мінімуму, допомоги на випадок тимчасової втрати роботи, компенсації працівникам збанкрутілих компаній.)
- виплату різних допомог і компенсацій (посібників для породіль, посібників на дітей, аліментів, допомог по старості, компенсації в разі виробничої травми, компенсації резервістам за час проходження військових зборів, допомоги по інвалідності, допомоги в разі втрати годувальника, посібників жертвам ворожих дій (терактів), компенсації постраждалим від нещасного випадку в побуті, посібники в'язням Сіону, посібники для Праведників народів світу.

Також Відомство національного страхування здійснює консультативну та матеріальну допомогу людям, які потребують відновлення здоров'я (в перерві або придбанні професії внаслідок отриманої інвалідності або втрати годувальника).
Вищим керівним органом є рада, до якої водять 56 членів, які призначаються Міністром соціального забезпечення. Відомство національного страхування підзвітний міністру соцзабезпечення, Державний контролер Ізраїлю здійснює щорічні перевірки відомства.